# Région de Bratislava
La région de Bratislava (en slovaque Bratislavský kraj) est une région administrative et une collectivité territoriale de Slovaquie dont la capitale est Bratislava. Avec ses 2 053 km2, c'est la plus petite région de Slovaquie. Elle se situe à l'extrême-ouest du pays, à l'ouest de la région de Trnava. En 2013, sa population s'élevait à 625 000 habitants et sa densité de population était de 304 habitants au km².

## Géographie
| \| District de Malacky District de Pezinok District de Senec BA I BA II BA III BA IV BA V \| | Les 8 districts formant la région de Bratislava : - Bratislava I ; - Bratislava II ; - Bratislava III ; - Bratislava IV ; - Bratislava V ; - District de Malacky ; - District de Pezinok ; - District de Senec. |
| District de Malacky District de Pezinok District de Senec BA I BA II BA III BA IV BA V       | |

### Villes
| - Bratislava - Malacky - Modra | - Pezinok - Senec | - Stupava - Svätý Jur |

## Démographie

### Évolution de la population
| Année:               | 1994.   | 2004.   | 2014.   | 2024.    |
| -------------------- | ------- | ------- | ------- | -------- |
| Nombre de personnes: | 616 871 | 601 132 | 625 167 | 736 385  |
| Différence:          |         | -2,55 % | +3,99 % | +17,79 % |

| Année:               | 2023.   | 2024.   |
| -------------------- | ------- | ------- |
| Nombre de personnes: | 732 757 | 736 385 |
| Différence:          |         | +0,49 % |

## Économie
Cette région est l'une des plus riches de Slovaquie. En effet, ses habitants bénéficient d'un niveau de vie relativement élevé comme en témoigne leur pouvoir d'achat qui est supérieur à la moyenne de l'Union européenne.